# Maksim Anatol'evič Topilin
Maksim Anatol'evič Topilin (in russo Макси́м Анато́льевич Топи́лин?; Mosca, 19 aprile 1967) è un politico russo, da maggio 2012 a gennaio 2020 Ministro del lavoro e degli affari sociali.
Tra il 1994 e il 2001 è stato funzionario presso il Governo russo, e tra il 1996-1997 è stato consulente del Dipartimento del Lavoro e della Salute.
Ha il grado civile di Consigliere di Stato effettivo della Federazione Russa di 1ª classe.